# Sport Lisboa e Benfica 2018-2019 (hockey su pista)
Questa voce raccoglie le informazioni riguardanti lo Sport Lisboa e Benfica nelle competizioni ufficiali della stagione 2018-2019.

## Maglie
| 1ª divisa | 2ª divisa |

## Organico

### Giocatori
| N° | Naz.                  | Ruolo | Sportivo            |  |  |  |
| -- | --------------------- | ----- | ------------------- |  |  |  |
| 1  | Portogallo (bandiera) | P     | Pedro Henriques     |  |  |  |
| 2  | Portogallo (bandiera) | E     | Valter Neves        |  |  |  |
| 3  | Spagna (bandiera)     | E     | Albert Casanovas    |  |  |  |
| 4  | Portogallo (bandiera) | E     | Diogo Rafael        |  |  |  |
| 5  | Argentina (bandiera)  | E     | Carlos Nicolía      |  |  |  |
| 7  | Spagna (bandiera)     | E     | Jordi Adroher       |  |  |  |
| 9  | Argentina (bandiera)  | E     | Lucas Ordóñez       |  |  |  |
| 13 | Portogallo (bandiera) | P     | Marco Barros        |  |  |  |
| 44 | Portogallo (bandiera) | E     | Miguel Damião Rocha |  |  |  |
| 74 | Portogallo (bandiera) | E     | Miguel Vieira       |  |  |  |

### Staff tecnico
- Allenatore:  Alejandro Domínguez